# Lem Holding
Die LEM HOLDING SA mit Sitz in Freiburg im Üechtland ist ein international tätiger Schweizer Hersteller von Komponenten, die zur Messung von Strom und Spannung eingesetzt werden, insbesondere von Strom- und Spannungswandlern. Die Unternehmensgruppe beschäftigte 2014 knapp 1'300 Mitarbeiter und erwirtschaftete im Geschäftsjahr 2012/13 einen Umsatz von 196,8 Millionen Schweizer Franken. Das Unternehmen ist an der Schweizer Börse SWX Swiss Exchange kotiert.

## Geschichte
Das Unternehmen wurde 1972 als Liaisons Electroniques-Mécaniques LEM SA gegründet und stellte anfänglich 300-A-Stromwandler für Schweizer Trolleybusse her. 1982 expandierte Lem mit der Gründung einer Tochtergesellschaft nach Frankreich und gab sich ein Jahr später eine Holdingstruktur. 1985 ging Lem an die Börse. 1989 stieg das Unternehmen in den Messgeräte-Markt ein. In den 1990er Jahren tätigte Lem in der Schweiz und im Ausland verschiedene Akquisitionen.
1996 umfasste die Gruppe die beiden Unternehmensbereiche Komponenten und Instrumente mit den beiden Geschäftsbereichen Testsysteme und Hochstrom-Messsysteme. Ab Ende der 1990er Jahre begann Lem eine Devestitionsphase, in der verschiedene Tätigkeitsfelder abgestoßen wurden. Seit 2006 ist Lem ein reiner Hersteller und Lieferant von Komponenten, die zur Messung von Strom und Spannung eingesetzt werden.